# Matafelon-Granges
Matafelon-Granges és un municipi francès situat al departament de l'Ain i a la regió d'Alvèrnia-Roine-Alps. L'any 2007 tenia 647 habitants.

## Demografia

### Població
El 2007 la població de fet de Matafelon-Granges era de 647 persones. Hi havia 242 famílies de les quals 60 eren unipersonals (28 homes vivint sols i 32 dones vivint soles), 77 parelles sense fills, 97 parelles amb fills i 8 famílies monoparentals amb fills.
La població ha evolucionat segons el següent gràfic:
Habitants censats

### Habitatges
El 2007 hi havia 393 habitatges, 248 eren l'habitatge principal de la família, 124 eren segones residències i 20 estaven desocupats. 366 eren cases i 12 eren apartaments. Dels 248 habitatges principals, 215 estaven ocupats pels seus propietaris, 29 estaven llogats i ocupats pels llogaters i 4 estaven cedits a títol gratuït; 1 tenia una cambra, 9 en tenien dues, 28 en tenien tres, 76 en tenien quatre i 134 en tenien cinc o més. 193 habitatges disposaven pel capbaix d'una plaça de pàrquing. A 84 habitatges hi havia un automòbil i a 149 n'hi havia dos o més.

### Piràmide de població
La piràmide de població per edats i sexe el 2009 era:
| Homes | Edats   | Dones |
| ----- | ------- | ----- |
| 4     | 95 o +  | 0     |
| 0     | 90 a 94 | 0     |
| 4     | 85 a 89 | 4     |
| 8     | 80 a 84 | 4     |
| 8     | 75 a 79 | 16    |
| 8     | 70 a 74 | 20    |
| 12    | 65 a 69 | 16    |
| 4     | 60 a 64 | 12    |
| 12    | 55 a 59 | 4     |
| 20    | 50 a 54 | 8     |
| 28    | 45 a 49 | 28    |
| 16    | 40 a 44 | 12    |
| 24    | 35 a 39 | 16    |
| 24    | 30 a 34 | 24    |
| 8     | 25 a 29 | 20    |
| 4     | 20 a 24 | 0     |
| 16    | 15 a 19 | 12    |
| 16    | 10 a 14 | 12    |
| 12    | 5 a 9   | 28    |
| 8     | 0 a 4   | 12    |

## Economia
El 2007 la població en edat de treballar era de 410 persones, 339 eren actives i 71 eren inactives. De les 339 persones actives 312 estaven ocupades (178 homes i 134 dones) i 27 estaven aturades (8 homes i 19 dones). De les 71 persones inactives 22 estaven jubilades, 26 estaven estudiant i 23 estaven classificades com a «altres inactius».

### Ingressos
El 2009 a Matafelon-Granges hi havia 262 unitats fiscals que integraven 659,5 persones, la mediana anual d'ingressos fiscals per persona era de 18.893 €.

### Activitats econòmiques
Dels 30 establiments que hi havia el 2007, 2 eren d'empreses extractives, 1 d'una empresa alimentària, 2 d'empreses de fabricació d'altres productes industrials, 7 d'empreses de construcció, 7 d'empreses de comerç i reparació d'automòbils, 2 d'empreses d'hostatgeria i restauració, 1 d'una empresa financera, 1 d'una empresa immobiliària, 3 d'empreses de serveis, 2 d'entitats de l'administració pública i 2 d'empreses classificades com a «altres activitats de serveis».
Dels 9 establiments de servei als particulars que hi havia el 2009, 2 eren tallers de reparació d'automòbils i de material agrícola, 2 guixaires pintors, 1 fusteria, 2 lampisteries, 1 empresa de construcció i 1 perruqueria.
L'any 2000 a Matafelon-Granges hi havia 7 explotacions agrícoles que ocupaven un total de 264 hectàrees.

## Equipaments sanitaris i escolars
El 2009 hi havia una escola elemental.

## Poblacions més properes
El següent diagrama mostra les poblacions més properes.